# Giuseppe Morelli (senatore)
Giuseppe Morelli (San Miniato, 22 maggio 1879 – Busto Arsizio, 16 novembre 1944) è stato un dirigente d'azienda, avvocato e politico italiano.
Laureato nel 1900 apre uno studio legale a Firenze e viene eletto più volte membro del consiglio dell'ordine degli avvocati e dei procuratori. Consigliere comunale ed assessore nella stessa città tra il 1920 e il 1923 viene eletto per la prima volta deputato nelle elezioni del 1924, riconfermato per le due successive legislature. Nel 1939 viene nominato senatore a vita. Iscritto al partito fascista fin dal 1923 ha presieduto l'Istituto di cultura fascista di Firenze ed è stato membro della commissione suprema per l'autarchia. Nel 1942 ha sostituito Arturo Osio alla presidenza della Banca Nazionale del Lavoro. Dichiarato decaduto con sentenza dell'Alta Corte di Giustizia per le Sanzioni contro il Fascismo con sentenza del 22 marzo 1945.